# ب‌ام‌و دیکسی
ب‌ام‌و دیکسی (BMW Dixi) خودرویی است که در سال‌های ۱۹۲۷ تا ۱۹۲۹تولید شده‌است.‌است.
موتور آن ۷۴۷ سی‌سی است.